# Guanabenz
Guanabenz (phát âm là GWAHN-a-benz, được bán dưới tên thương mại Wytensin) là một chất chủ vận alpha của thụ thể adrenergic alpha-2 được sử dụng làm thuốc hạ huyết áp. Nó được sử dụng để điều trị huyết áp cao (tăng huyết áp).
Các tác dụng phụ phổ biến nhất trong khi điều trị bằng guanabenz là chóng mặt, buồn ngủ, khô miệng, đau đầu và yếu.
Guanabenz có thể làm cho một người buồn ngủ hoặc ít cảnh giác hơn, do đó không nên lái xe hoặc vận hành máy móc nguy hiểm.